# Carrowmore
Carrowmore (An Cheathrú Mór, che significa "Grande Quarto, in gaelico irlandese) è un sito di rituali funebri preistorici situato sulla collina e penisola di Knocknarea a poca distanza dalla cittadina di Sligo, in Irlanda. 

## Descrizione
Circa 30 tombe megalitiche possono essere visitate e osservate oggi, ma sono state rinvenute tracce di ulteriori tombe scomparse o del tutto in rovina. Le tombe (nella loro forma originaria) erano quasi totalmente 'circoli di dolmen'; piccoli dolmen con i loro contorni in pietra di circa 12 o 15 metri. Le tombe sono disposte in un recinto rozzo circolare che circondano il monumento principale, un cairn chiamato Listoghil. I dolmen chiamati 'entrate' - due pietre verticali con una orizzontale disposta sopra - solitamente anticipano l'area di una tomba centrale.